# Lan Xang

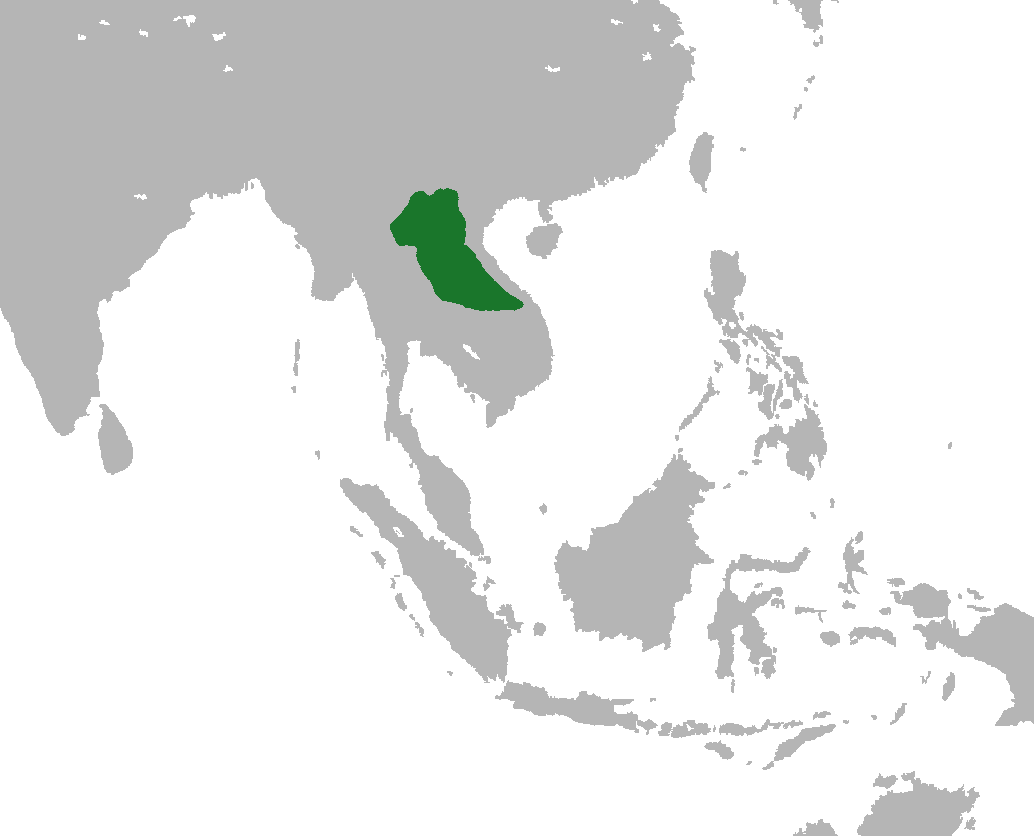
Lage des Reiches Lan Xang

Lan Xang (auch Lan Sang oder Lan Chang; Pali: Sisattanakhanahut, laotisch ລ້ານຊ້າງ, [lâːnsâːŋ], thailändisch ล้านช้าง, RTGS Lan Chang, [láːn t͡ɕʰáːŋ], chinesisch 萬象, ‚Millionen Elefanten‘, vietnamesisch Vạn Tượng) war ein Königreich (bzw. eine Föderation abhängiger Fürstentümer) auf dem Gebiet des heutigen Laos und Nordostthailands. Lan Xang wurde 1354 von Fa Ngum gegründet. Die Hauptstadt war bis 1560 Luang Prabang, anschließend Vientiane. 1707 zerfiel Lan Xang und es entstanden drei Königreiche: Luang Phrabang im Norden, Vientiane in der Mitte und Champasak im Süden.

## Geschichte

### Gründung

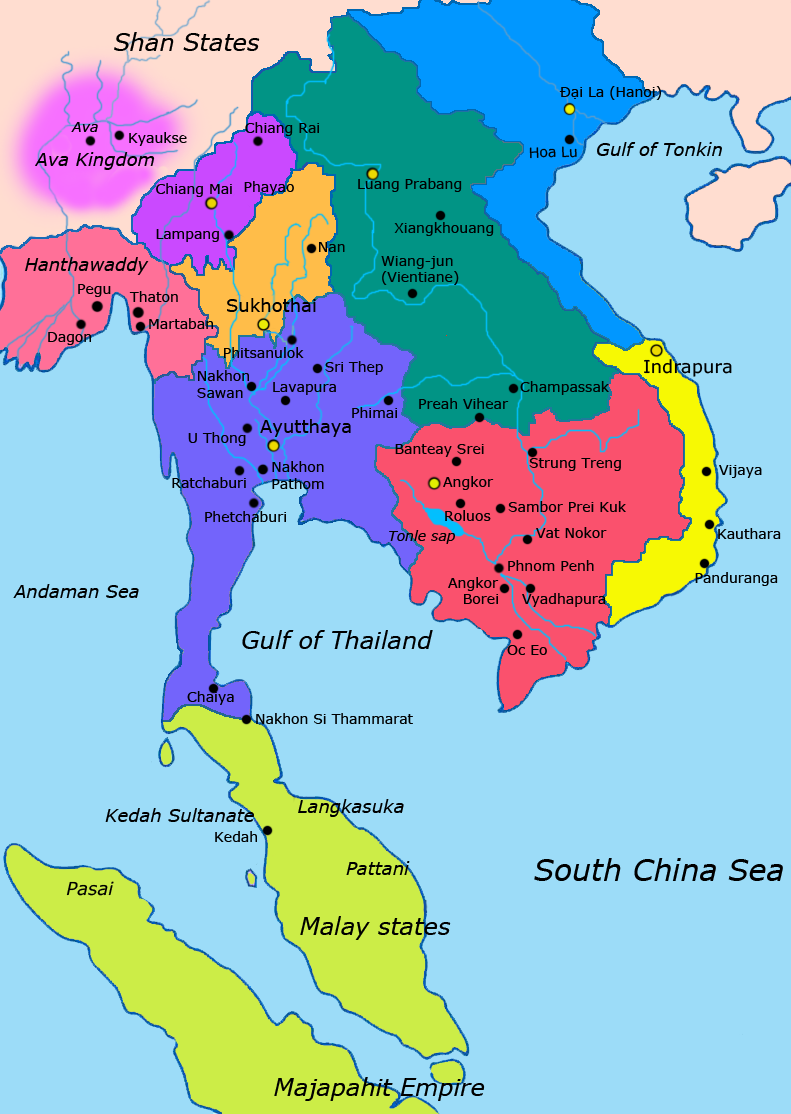
Einflusszonen in Südostasien um 1400: Lan Xang in dunkelgrün.

Ein laotischer Prinz des Reiches Chiang Dong Chiang Thong (Xieng Dhong Xieng Thong), der seine unter der Herrschaft der Khmer stehende Heimat verlassen musste und in Angkor womöglich als Geisel im Exil lebte, heiratete eine der Khmer-Prinzessinnen und ging 1349 von Angkor an der Spitze einer 10.000 Mann starken Armee und eroberte Land im nördlichen Laos, das in Müang („Provinzen“ oder „Stadtstaaten“) organisiert war. Er forderte Chiang Dhong Chiang Thong von seinem Vater und seinem älteren Bruder. In Vientiane, einer der Orte seiner Siege, wurde er im Juni 1354 zum König von Lan Xang gekrönt. Der Name stellt eine Anspielung auf seine für die damalige Zeit enorme Kriegsmaschine dar. Fa Ngums Reich erstreckte sich von der Grenze Chinas im Norden nach Sambor unterhalb der Stromschnellen des Mekong bei der Insel Khong und von der Grenze zu Vietnam bis zur westlichen Ausbuchtung der Hochebene von Khorat. Es bildete damit eines der größten Königreiche Südostasiens. Kurze Zeit darauf forderte Fa Ngum das Land von den Khmer zurück und initiierte die Wiederherstellung des laotischen Reiches, das nun formell Müang Sua genannt wurde und das erste Königreich bildete, das die ethnischen Tai (Lao/Thai) erfolgreich von den Khmer eroberten.

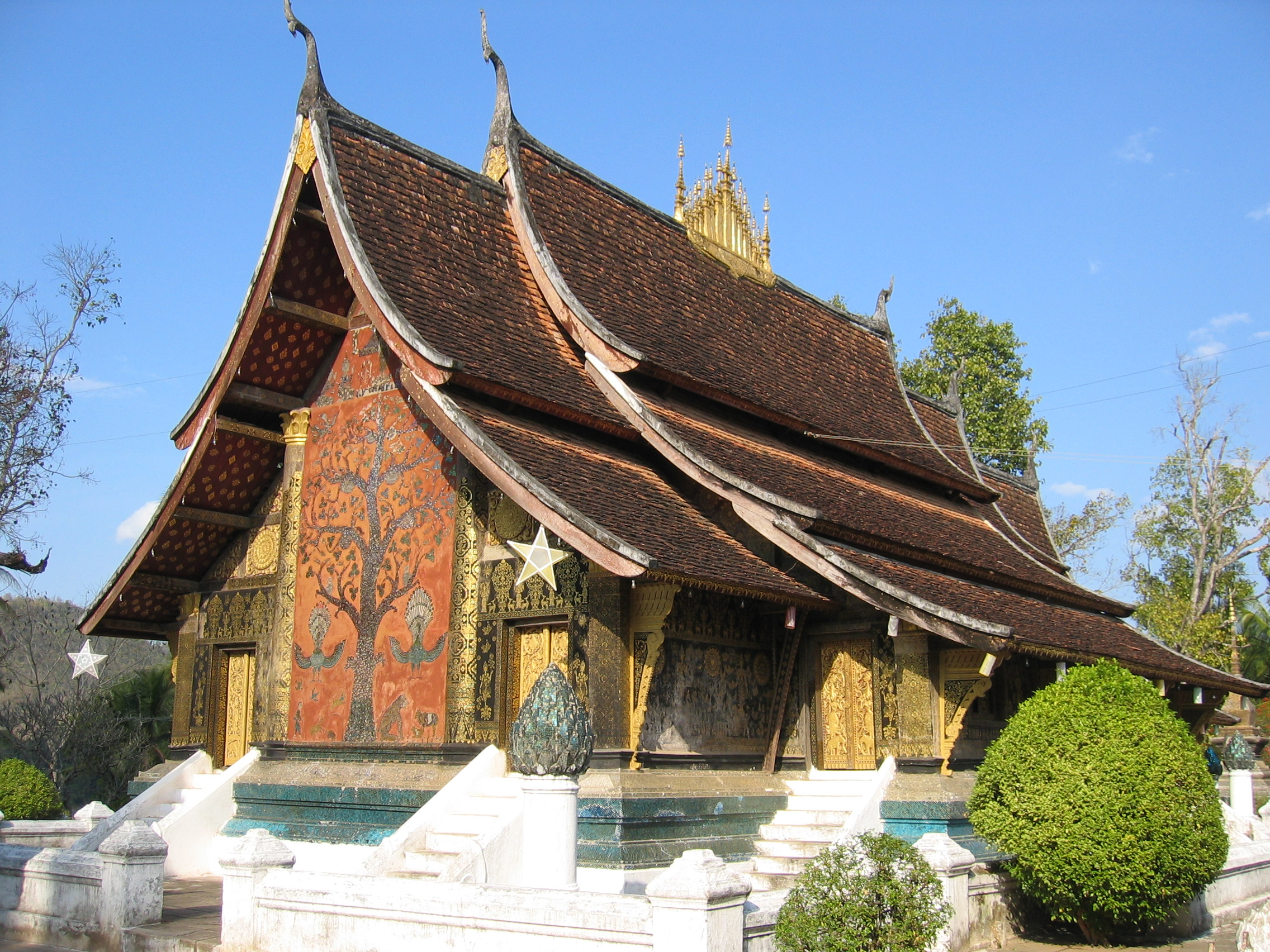
Rückseite des Vat Xieng Thong in Luang Prabang aus dem 16. Jahrhundert (Beispiel für die typische Architektur Lan Xangs)

Nach den ersten ereignisarmen Jahren brach zwischen 1362 und 1368 ein religiöser Konflikt auf, der sich an der lamaistischen Ausrichtung des Buddhismus von Fa Ngum entzündete. Die traditionelle Form der Region war der Theravada-Buddhismus. Als 1368 die Königin starb, heiratete Fa Ngum eine Prinzessin des Königreichs Ayutthaya, die anscheinend mäßigenden Einfluss auf beide Seiten ausüben konnte. So war sie maßgeblich daran beteiligt, das Buddha-Bildnis Phra Bang gebührend zu empfangen, das man während einer religiös und künstlerisch motivierten Expedition in die Hauptstadt holte. Diese Figur wurde später zur Ikone des Landes, und auch die Hauptstadt benannte man nach ihr um in Luang Phrabang. Dennoch gab es weiterhin Streitigkeiten, so dass sich Fa Ngum 1373 nach Mueang Nan zurückziehen musste. Sein Sohn Oun Heuan übernahm die Regentschaft und trat schließlich nach dem Tod des Vaters 1393 als König Samsaenthai seine eigene Regierung an. Die Aufzeichnungen der Thai vermerken Samsaenthai und alle seine Nachfolger als dem Königreich Ayutthaya gegenüber tributpflichtige Reiche.
Lan Xang war kein Staat im europäischen Sinne, sondern ein lockeres Netzwerk voneinander abhängiger Müang („Fürstentümer“ oder „Stadtstaaten“). Mit seiner ethnisch vielfältigen Bevölkerung überdauerte es weitere 300 Jahre und erreichte sogar kurzzeitig eine noch größere Ausdehnung gen Nordwesten. Lan Xang konnte lange Zeit unabhängig bleiben, auch aufgrund komplexer Vasallenbeziehungen mit seinen Nachbarn (Mandala-Modell). Invasionsversuche seitens der Vietnamesen (1478/79) und Siamesen (1536) scheiterten.

### Blütezeit

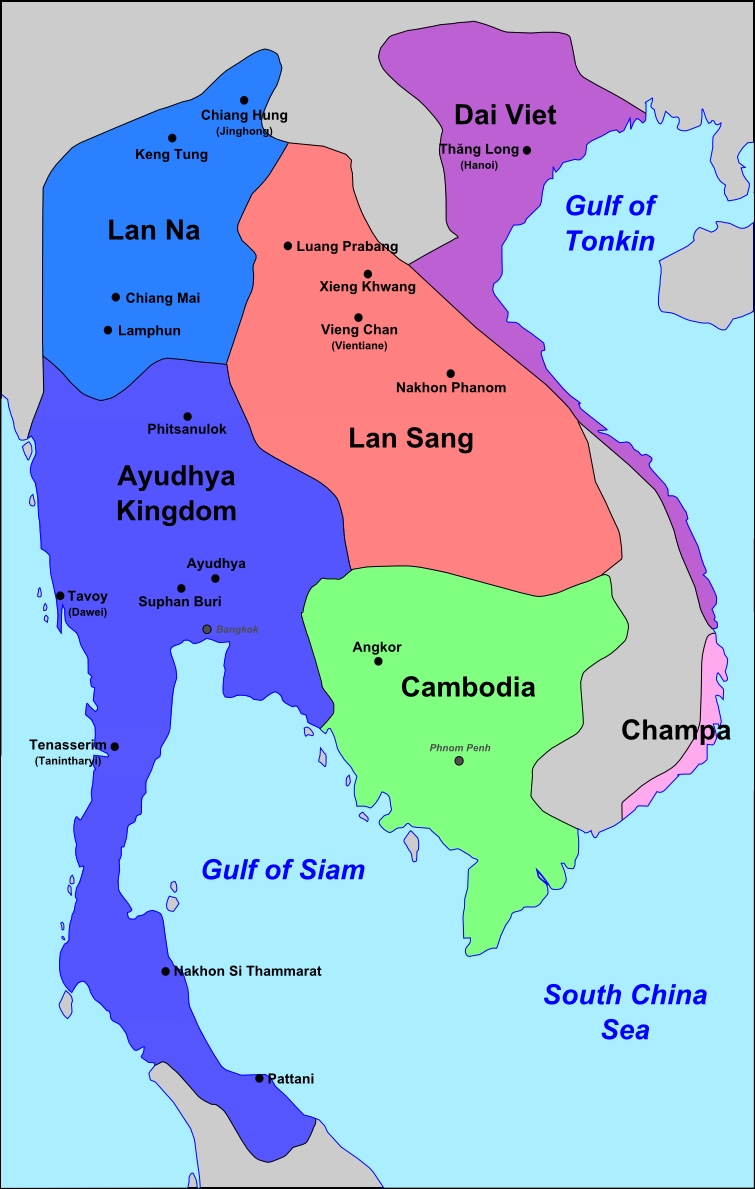
Einflusszonen um 1540: Lan Xang in rot

König Sai Setthathirath I. regierte Lan Xang von 1548 bis 1571 und gilt als einer der bedeutendsten Herrscher in dessen Geschichte. Seine Mutter Yot Kham Tip war eine Prinzessin aus dem benachbarten Lan Na im heutigen Nordthailand. Nachdem sein Großvater, der König von Lan Na, 1545 ohne Sohn gestorben war, wurde Setthathirath zunächst zum König von Lan Na gewählt. Zwei Jahre später bestieg er auch den Thron in Lan Xang, wodurch beide Reiche vorübergehend in Personalunion verbunden waren. Er ließ auch den hochverehrten Smaragd-Buddha aus Chiang Mai nach Luang Prabang bringen, bevor er 1551 in Lan Na wieder abgesetzt wurde.
Setthathirath beanspruchte, ebenso wie der König von Ayutthaya, Maha Chakkraphat, und derjenige von Pegu (Birma), Bayinnaung, der Chakravartin zu sein, das heißt der universelle Herrscher der buddhistischen Welt. Der birmanische Herrscher Bayinnaung erwies sich jedoch am ehesten in der Lage, diesen Anspruch tatsächlich durchzusetzen. Binnen weniger Jahre dehnte er mithilfe gewaltiger Heere seinen Einflussbereich enorm aus. 1558 nahm er das benachbarte Lan Na ein. Unter dem Eindruck dieser birmanischen Bedrohung verlegte Setthathirath im Jahr 1560 die Hauptstadt von Luang Prabang nach Vientiane, das weiter vom birmanischen Machtbereich entfernt war und zudem mehr Einwohner, bessere Handelsmöglichkeiten und eine fruchtbare Umgebung hatte. Der Smaragd-Buddha wanderte mit, während das meistverehrte Buddhabildnis des Landes, der Phra Bang, in Luang Prabang verblieb, das weiterhin als wichtigstes religiöses Zentrum Lan Xangs diente. In der Folgezeit wurden in Vientiane wichtige religiöse Bauten, darunter der Ho Prakeo (Tempel der Smaragbuddha) und Pha That Luang, das heutige laotische Nationalsymbol, errichtet.
Dennoch nahmen Bayinnaungs Truppen 1565 auch Luang Prabang und Vientiane ein. Setthathirath konnte jedoch auf dem Thron bleiben. Wie aus anderen von Birma unterworfenen Staaten wurden auch Mitglieder des Adels von Lan Xang, darunter Setthathiraths jüngerer Bruder und „Vizekönig“ (Uparat) sowie seine Königinnen und Konkubinen, als „Geiseln“ nach Pegu verschleppt. Setthathirath versuchte wiederholt, die birmanische Oberherrschaft wieder abzuschütteln und mit Guerillamethoden Widerstand gegen die Besatzungsmacht zu leisten. 1568–70 und 1572–74 wurde die Unabhängigkeit so faktisch wiederhergestellt, anschließend Lan Xang aber jeweils durch brimanische Strafexpeditionen erneut unterworfen. Setthathirath verschwand 1571 spurlos, anschließend verfiel Lan Xang in Thronfolgestreitigkeiten. Während der folgenden 20 Jahre wechselten sich vier Männer auf dem Thron ab, wurden zum Teil mehrfach ab- und wieder eingesetzt. König Bayinnaung von Birma starb 1581, sein Sohn Nandabayin verlor in den 1590er-Jahren die Kontrolle über Lan Xang und dieses wurde wieder dauerhaft unabhängig.
Eine wirklich stabile Herrschaft hatte Lan Xang erst wieder unter König Sulinyavongsa, der verschiedenen Quellen zufolge 1633 oder 1637 auf den Thron kam. Seine Regierungszeit gilt als das „goldene Zeitalter“ Lan Xangs. Anders als die Regentschaft Setthathiraths war diese Zeit nicht von kriegerischen Auseinandersetzungen geprägt, sondern eine Periode des Friedens, der wirtschaftlichen und kulturellen Blüte.

### Zerfall und Erbe

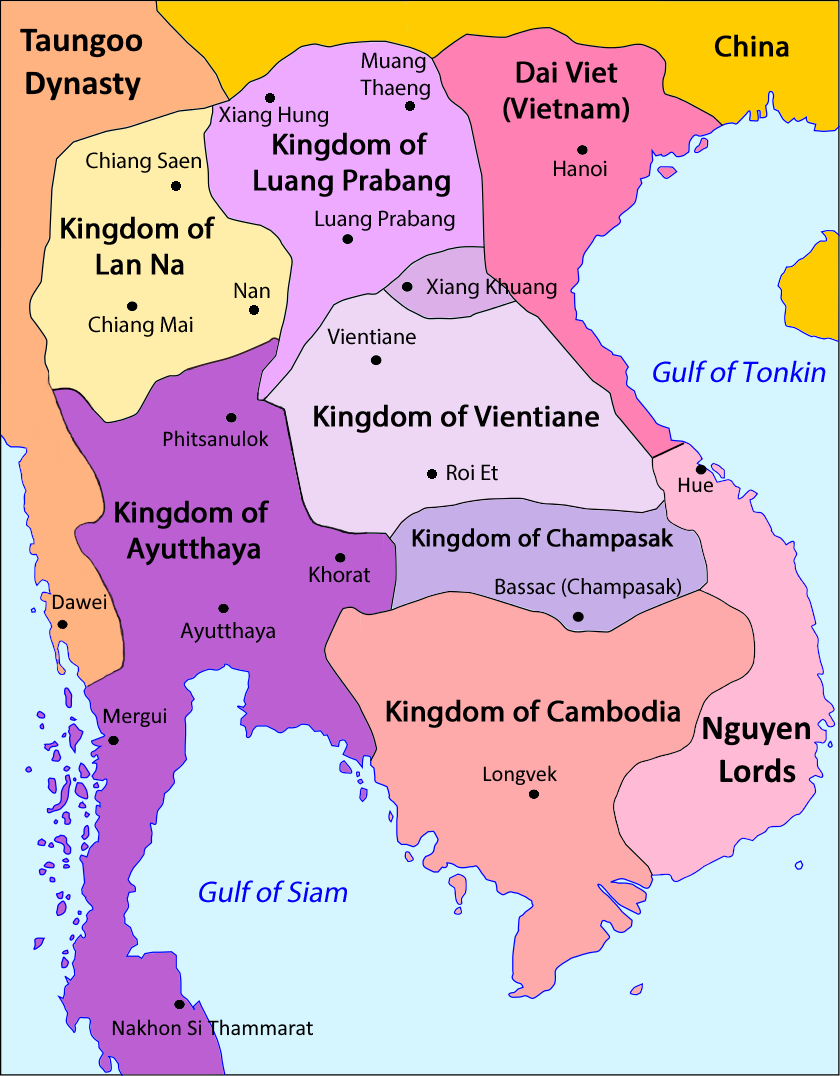
Nachfolgestaaten Lan Xangs (um 1750)

Nach Sulinyavongsas Tod um 1694 brachen wiederum Thronstreitigkeiten aus und das Reich zerfiel sukzessive. Es wurde schließlich 1707 nach Vermittlung des siamesischen Königs Phrachao Suea aufgelöst und in zwei Teile aufgespalten: Luang Phrabang und Vientiane. 1713 erklärte schließlich der Süden des Reiches ebenfalls seine Unabhängigkeit und bildete das Königreich Champasak. 1779 wurden alle drei Staaten zu Vasallen-Fürstentümern Siams.
In der laotischen Geschichtsschreibung wird Lan Xang oftmals als Vorläufer des heutigen Laos behandelt oder sogar mit diesem gleichgesetzt. Damit gehen auch gelegentliche irredentistische Forderungen nach „Rückgabe“ der „verlorenen laotischen Gebiete“ im heutigen Thailand einher. Das ist jedoch historisch unrichtig. Im Südostasien der Vormoderne gab es keine Nationalstaaten. Grenzverläufe waren von feudalen Macht- und persönlichen Abhängigkeitsverhältnissen bestimmt und in vielen Fällen gar nicht genau festgelegt. Machtbereiche überschnitten sich, lokale Fürstentümer konnten mehreren Oberherren gleichzeitig tributpflichtig sein. Ethnische Zugehörigkeit oder nationale Identität spielte dabei kaum eine Rolle.